# Clathria basilana
Clathria basilana är en svampdjursart som beskrevs av Claude Lévi 1961. Clathria basilana ingår i släktet Clathria och familjen Microcionidae.
Artens utbredningsområde är Filippinerna. Inga underarter finns listade i Catalogue of Life.